# 名古屋でら馬スプリント
名古屋でら馬スプリント（なごやでらうまスプリント）は愛知県競馬組合が名古屋競馬場のダート800メートルで施行していた地方競馬の重賞（SPI 平地競走）である。正式名称は「日刊スポーツ賞 名古屋でら馬スプリント」。競走名の「でら」は名古屋弁で「凄い、とても」の意味から。2018年から金沢競馬場にスーパースプリントシリーズの東海・北陸地区トライアルとして日本海スプリントが新設されたことに伴い2017年限りで廃止となった。
副賞は、日刊スポーツ新聞社賞、マコトスパルビエロ賞（同号種付権利）、愛知県競馬組合管理者賞、開催執務委員長賞（2017年）。

## 概要
この競走は地方競馬の「地方競馬スーパースプリントシリーズ」の一戦で同シリーズのファイナル「習志野きらっとスプリント」のトライアルであり、優勝馬に優先出走権が与えられる。
施行距離の「800メートル」は中央競馬を含む日本の平地重賞競走としては最も短いものである。

### 条件・賞金等（2017年）
出走条件
サラブレッド系3歳以上、東海・北陸所属。北陸（金沢）所属馬の出走枠は3頭以下と定められている。
負担重量
別定。A級57kg（牝馬56kg）、B級55kg（牝馬54kg）。
賞金額
1着350万円、2着87万5000円、3着35万円、4着21万円、5着14万円、着外3万5000円。
優先出走権付与
優勝馬には習志野きらっとスプリントの優先出走権が付与される。

## 歴史
- 2011年
  - 名古屋競馬場のダート800mのサラブレッド系3歳以上の北陸・東海地区交流の別定重量の重賞（SPI）競走「スターキャット杯 名古屋でら馬スプリント」として創設。
  - 笠松のラブミーチャンがコースレコード46.4で優勝。
- 2012年
  - ラブミーチャンが連覇。
- 2013年
  - ラブミーチャンが3連覇。
- 2018年
  - 開催休止。

## 歴代優勝馬
| 回数  | 施行日        | 優勝馬         | 性齢 | 所属 | タイム | 優勝騎手 | 管理調教師 | 馬主                |
| ----- | ------------- | -------------- | ---- | ---- | ------ | -------- | ---------- | ------------------- |
| 第1回 | 2011年6月24日 | ラブミーチャン | 牝4  | 笠松 | R46.4  | 濱口楠彦 | 柳江仁     | 小林祥晃            |
| 第2回 | 2012年6月22日 | ラブミーチャン | 牝5  | 笠松 | 47.7   | 濱口楠彦 | 柳江仁     | 小林祥晃            |
| 第3回 | 2013年6月21日 | ラブミーチャン | 牝6  | 笠松 | 46.8   | 濱口楠彦 | 柳江仁     | 小林祥晃            |
| 第4回 | 2014年6月27日 | ワールドエンド | 牡5  | 愛知 | 46.9   | 岡部誠   | 川西毅     | 組）Him Rock Racing |
| 第5回 | 2015年6月26日 | ワールドエンド | 牡6  | 愛知 | 47.8   | 岡部誠   | 川西毅     | 組）Him Rock Racing |
| 第6回 | 2016年6月21日 | ハナノパレード | 牝4  | 愛知 | 48.3   | 大畑雅章 | 迫田清美   | 坂野理三郎          |
| 第7回 | 2017年6月20日 | ハイジャ       | 牡4  | 笠松 | 48.2   | 佐藤友則 | 井上孝彦   | （同）JPN技研       |

タイム欄のRはコースレコードを示す。

#### 各回競走結果の出典
- 名古屋でら馬スプリント 歴代優勝馬 - 地方競馬全国協会
- 競走成績（地方競馬全国協会）
  - 2011年、2012年、2013年、2014年
- JBISサーチ
  - 2011年、2012年、2013年、2014年、2015年、2016年、2017年